# Anomala constanti
Anomala constanti är en skalbaggsart som beskrevs av Limbourg och Carsten Zorn 2010. Anomala constanti ingår i släktet Anomala och familjen Rutelidae. Inga underarter finns listade i Catalogue of Life.